# Monika Hojnisz
Monika Hojnisz (Chorzów, 27 augustus 1991) is een Poolse biatlete.

## Carrière
Hojnisz maakte haar wereldbekerdebuut in december 2010 in Östersund. Een week na haar debuut scoorde de Poolse in Hochfilzen haar eerste wereldbekerpunten. In Chanty-Mansiejsk nam ze deel aan de wereldkampioenschappen biatlon 2011. Op dit toernooi eindigde ze als zestigste op de 15 kilometer individueel en als 69e op de 7,5 kilometer sprint, samen met Paulina Bobak, Magdalena Gwizdoń en Agnieszka Cyl eindigde ze als negende op de estafette. Op de wereldkampioenschappen biatlon 2013 in Nové Město eindigde Hojnisz als 24e op de 7,5 kilometer sprint en als dertiende op de 10 kilometer achtervolging, op de estafette eindigde ze samen met Krystyna Pałka, Magdalena Gwizdoń en Veronika Nowakowska-Ziemniak op de negende plaats. Op de slotdag van de wereldkampioenschappen veroverde ze de bronzen medaille op de 12,5 kilometer massastart, tevens haar eerste podiumplaats in een wereldbekerwedstrijd.

## Resultaten

### Wereldkampioenschappen
| Jaar | Plaats           | Resultaten                                                                             |
| ---- | ---------------- | -------------------------------------------------------------------------------------- |
| 2011 | Chanty-Mansiejsk | 60e 15 km individueel 69e 7,5 km sprint 9e 4x6 km estafette                            |
| 2013 | Nové Město       | 24e 7,5 km sprint · 13e 10 km achtervolging · 12,5 km massastart · 9e 4x6 km estafette |

### Wereldbeker
Eindklasseringen
| Seizoen   | Algemeen | Individueel | Sprint | Achtervolging | Massastart |
| --------- | -------- | ----------- | ------ | ------------- | ---------- |
| 2010/2011 | 74e      |             |        |               |            |
| 2011/2012 | 71e      |             |        |               |            |